# متلازمة الحذف 22q13
متلازمة الحذف 22q13 deletion syndrome) ويشار إليها أيضا بمتلازمة مكديرميد فيلان،هو اضطراب وراثي يسببه فقدان الحذف المايكروني (microdeletion) على الصبغي 22 . من الصعب الكشف عن الحذف المياكروني (microdeletion) بواسطة الفحص الجيني، ولذلك نادرا ما يعرف ، لذلك يلجأ العلماء والأطباء إلى الاختبار مرات عدة، فمن المستحسن إجراء اختبار دقيق للتأكد من التشخيص. الاختبارات الأخيرة التي قامت على تشخيص هذا المرض تشير إلى أنه قد يكون سبب متلازمة فيلان-مكديرمد أخطاء في جين واحد وهو (SHANK3/PROSAP2).
ويتميز هذا الاضطراب الوراثي العام بنقص التوتر (Hypotonia)، تغيب لتأخر الكلام، وتأخر النمو. هناك ما يقرب من 600 حالة من متلازمة فيلان-مكديرمد في جميع أنحاء العالم فهو يعتبر من الأمراض النادرة.

## الأعراض
الأفراد المصابون بمتلازمة مكديرميد فيلان، يعانون من مجموعة من الأعراض، تختلف درجة خظورتها من خفيفة إلى خطيرة جدا وتأثيرها في الخصائص الجسدية والسلوكية. الأعراض المحتملة هي ونسبتها المئوية في التأثير على الإنسان:
- الأعراض الجسدية:

1. تغيب لتأخر الكلام بشدة: 99٪.
2. نقص التوتر (ضعف العضلات): 97٪.
3. تباطؤ في النمو الطبيعي: 95٪.
4. زيادة عدم الاكتراث بالالم: 86٪.
5. رقة بالأظافر وتقشرها: 78٪.
6. تسمك لحم اليدين: 68٪.
7. بروز الأذان بشكل مشوه: 65٪.
8. بروز الذقن بشكل حاد: 62٪.
9. تطاول الرأس (رأس ممدود): 57٪.
10. إطراق (جفن) (تخاذل الجفون): 57٪.
11. فقدان في الحرارة: 51٪.

- الأعراض السلوكية:

1. مضغ المواد غير القابلة للأكل (الملابس والفراش ولعب الأطفال): 70٪.
2. صرير الأسنان: (غير محدد في المئة).
3. التوحد: (غير محدد في المئة).
4. لجة اللسان: (غير محدد في المئة).
5. شد الشعر: (غير محدد في المئة).
6. النفور من الملابس: (غير محدد في المئة).

## الأسباب
متلازمة مكديرميد فيلان يؤثر على المنطقة الطويلة في الصبغي 22 (الصبغي الأب يؤثر في 75٪ من الحالات)، من 22q13.3 ل22qter. .فمن التشخيص اتضح ارتباط أخطاء جين شانك3 (SHANK3) التي تسبب اضطرابات في جين طيف التوحد (ASD). الذي بدوره يسبب فقدان أو غياب الجينات الموجودة في طرف الكروسوم أو الصبغي الثاني والعشرين (متلازمة الحذف" 22q13 -متلازمة مكديرميد فيلان) ونقص الجين (Shank3 ProSAP2) التي يشتبه بأنها السبب الرئيسي لأعراض تتصل المتلازمة، وفي عام2006، قامت مجموعة بقيادة توماس بوغرون (Thomas Bourgeron) من معهد باستور (Pasteur Institute) في فرنسا بتجارب فوجدت تشوهات في مكان المتلازمة 22q13 فمن بين كل خمسة أطفال من الذين اجرى عليهم التشخيص والذين يعانون من التوحد ومتلازمة اسبرجر. في حين تم العثور على الجينShank3 في الأطفال الذين يعانون من الخصائص النموذجية لمتلازمة فيلان-مكديرمد.

## التشخيص
حدوث متلازمة الحذف 22q13 غير مؤكد. لأنها تتطلب تشخيصاً دقيقاً وتقنية متطورة، متلازمة 22q13 لا تزال إلى حد كبير نقصا في تشخيص، وربما يكون واحدا من الأسباب الرئيسية للتخلف العقلي مجهول السبب.

## وصلات خارجية
مقالات اكادمية باللغة الإنكليزية حول متلازمة الحذف" 22q13 
- GeneReviews: 22q13.3 deletion syndrome
- 22q13.org, Support group for families of children affected by the 22q13 deletion syndrome.
- Alliance22 (in French)